# Adam Iwanowicz Chrapowicki
Adam Iwanowicz Chrapowicki herbu Gozdawa (zm. 1622) – sędzia ziemski trocki w latach 1617-1622, podsędek trocki w latach 1612-1617.
Był wyznawcą kalwinizmu.
Poseł powiatu trockiego na sejm zwyczajny 1613 roku.